# Črnuški dom na Mali planini
Dom na Mali planini (1526 m) je planinska koča, ki stoji na vzhodnem pobočju Velike planine v Kamniško-Savinjskih Alpah.
Dom na Mali planini, ki je med planinci bolj znan kot Črnuški dom je zgradilo PD Črnuče, ki ga tudi upravlja.  Dokončan in odprt je bil leta 1970. Od Domžalskega doma je oddaljen 5 minut. Odprt je od začetka junija do konca septembra, med zimskimi počitnicami ter ob sobotah, nedeljah in praznikih. Dom ima  kuhinjo, prostorno jedilnico, centralno ogrevanje, tekočo vodo, kopalnico in sanitarije. V sedmih sobah za goste je 20 postelj, na skupnem ležišču pa je prostora za 25 oseb. Od doma se odpira razgled v Ljubljansko kotlino, Notranjsko hribovje in Dolenjsko ter na del Julijskih Alp.

## Lega
Dom stoji na južnem delu Velike planine 5 minut jugovzhodno od Domžalskega doma nekoliko nižje pod vršno rebrijo katere pobočje se spušča na planoto na kateri stojijo koče planšarskega naselja imenovanega Mala planina.

## Dostopi
Do doma vodi več markiranih poti:
- 1¼ h: od zgornje postaje nihalke iz doline Kamniške Bistrice čez Zeleni rob do Domžalskeda doma,
- 2½ h: od Jurčka v Krivčovem na Podkrajnika in Gojško planino
- 3h: iz Stahovice mimo sv. Primoža,
- 3½ h: od Doma v Kamniški Bistrici čez Kopišč in planino Dol
- 4h: od Kocbekovega doma na Korošici,
- 5 h: od Doma v Kamniški Bistrici na Presedljaj in planino Dol,
- 6 h: iz Luč skozi Lučko Belo prelaz Prag in planino Dol.